# Radio NS
Radio NS (russisch Радио NS) ist ein privater Hörfunksender aus Kasachstan. Das Programm wird 24 Stunden lang aus der ehemaligen Hauptstadt Almaty gesendet.
Zum ersten Mal auf Sendung ging Radio NS am 6. März 1995. Seit 1997 kann der Sender auch in den Städten Astana, Qaraghandy, Schymkent und Öskemen empfangen werden. Heute ist er über UKW in ganz Kasachstan und als Internetradio weltweit empfangen werden.